# Crotonia jethurmerae
Crotonia jethurmerae är en kvalsterart som beskrevs av Lee 1985. Crotonia jethurmerae ingår i släktet Crotonia och familjen Crotoniidae. Inga underarter finns listade i Catalogue of Life.